# Percy Montgomery
Percival Colin Montgomery, detto Percy (Walvis Bay, 15 marzo 1974), è un ex rugbista a 15 sudafricano, utility back capace di giocare da mediano d'apertura, centro ed estremo.
Al 2022 è il sesto giocatore del suo Paese per presenze internazionali (102), nonché il primo per punti (893).
Vincitore della Coppa del Mondo di rugby 2007, di tale edizione del torneo fu anche il miglior realizzatore con 107 punti.
Militante nelle franchise sudafricane di Super Rugby degli Stormers e degli Sharks, cessò l'attività nel 2009, un anno dopo avere annunciato il suo ritiro internazionale.
È, inoltre, tra i giocatori più presenti nella storia recente dei Barbarians, essendovi stato invitato a giocare 10 volte tra il 2001 e il 2008.

## Biografia
Montgomery è nato a Walvis Bay, centro della Namibia all'epoca facente parte dell'Africa del Sud-Ovest sotto sovranità sudafricana; suo padre Percival sr., in gioventù anch'egli rugbista e rappresentante della selezione nazionale dell'Africa sud-occidentale, gestiva una friggitoria.
Fu mandato a compiere gli studi superiori a Città del Capo, al South African College Schools, la più antica scuola del Paese, nella cui prima squadra di rugby militò dal 1991 al 1993.
Nel 1996 debuttò in Super 12 nelle file del Western Province, formazione di Città del Capo che in seguito fu la base della franchise professionistica degli Stormers; con la stessa squadra esordì anche in Currie Cup.
Nel 1997 disputò il primo dei suoi incontri internazionali con gli Springbok: avvenne a Durban nel corso del tour dei British Lions; in tale incontro, vinto dai britannici, Montgomery, nella posizione di tre quarti centro, mise a segno i suoi primi punti, una meta.
Un mese più tardi esordì nel suo primo Tri Nations, a Johannesburg contro la Nuova Zelanda e, nel corso dei test match di quella fine d'anno, il C.T. sudafricano Nick Mallett lo impiegò nel ruolo di estremo, in cui rimase stabilmente per tutto il resto della sua carriera internazionale.
Inserito nella rosa sudafricana alla Coppa del Mondo di rugby 1999 nel Regno Unito, Montgomery disputò in tale edizione di torneo 5 incontri; la squadra si classificò al terzo posto finale.
Nel 2000 e nel 2001 si aggiudicò con Western Province due edizioni consecutive di Currie Cup; nel 2002 giunse il trasferimento in Europa, presso i gallesi del Newport, in cui Montgomery rimase una stagione, ma che contribuì a portare fino alla finale di Welsh Challenge Cup grazie ai 27 punti con i quali la sua squadra batté il Bridgend in semifinale.

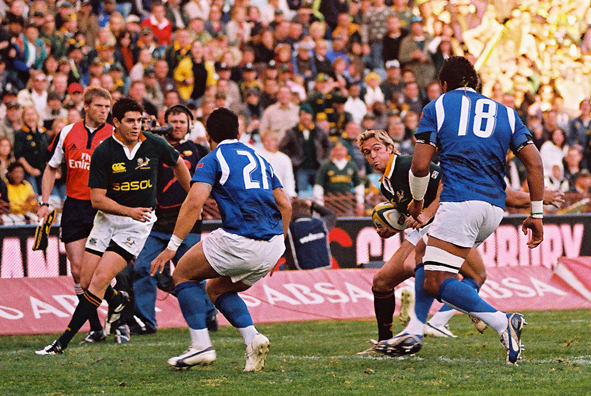
Montgomery (con la palla) in azione contro, giugno 2007

Ad aprile 2003 il Newport era confluito nella nuova franchise professionistica dei Newport G.D. destinata a militare in Celtic League, e Montgomery fu incluso in tale nuova formazione; mentre ancora stava adempiendo agli obblighi contrattuali per il Newport in Welsh Premier Division, durante un incontro molto acceso con lo Swansea, in cui l'arbitro Nigel Owens aveva già espulso un giocatore per parte, aggredì un guardalinee finendo anch'egli espulso e deferito alla commissione disciplinare con proposta di bando a tempo indeterminato; in seguito Montgomery attribuì tale gesto alla tensione nervosa dovuta alla mancanza della sua compagna e del loro figlio, rimasti in Sudafrica, e all'avere male interpretato una risposta sgarbata del guardalinee, che peraltro non era diretta a lui ma a un suo compagno di squadra che stava camminando alle sue spalle; in sede di corte disciplinare riconobbe l'accaduto e si scusò con il guardalinee da lui aggredito, e ricevette una sospensione di due anni di cui uno e mezzo sotto condizionale; anche ridotta a sei mesi effettivi, tuttavia, la squalifica gli impedì di prendere parte alla Coppa del Mondo di rugby 2003 dalla quale fu, quindi, escluso.
Nel 2005 un taglio dei costi dovuto al ritiro del principale finanziatore dei Dragons ridimensionò le ambizioni del club; Montgomery decise quindi di tornare in Sudafrica, nella franchise degli Sharks, per i quali si rese disponibile da dopo il Tri Nations con un contratto biennale.
Al termine del contratto con gli Sharks Montgomery si accordò per un nuovo ritorno in Europa, nei francesi del Perpignano, l'impegno con i quali partì da dopo la fine della Coppa del Mondo di rugby 2007 che si tenne proprio in Francia.
In tale torneo, nell'incontro della fase a gironi vinto contro l'Inghilterra 36-0, Montgomery raggiunse sia la sua 89ª presenza internazionale — eguagliando così Joost van der Westhuizen, all'epoca recordman di presenze per gli Springbok — che il suo 800º punto, che lo confermava come miglior marcatore internazionale del suo Paese; in finale, di nuovo contro l'Inghilterra, realizzò 12 dei 15 punti con cui gli Springbok vinsero l'incontro e si aggiudicarono la Coppa del mondo, mentre a livello individuale Mongomery vinceva la classifica marcatori di tale edizione del torneo con 107 punti.
Nel 2008 decise il suo ritiro dalla nazionale con un record all'epoca di 102 presenze (poi superato da Victor Matfield) e di 893 punti realizzati; firmò per un'ulteriore stagione in Sudafrica agli Stormers nel Super 14 2009, al termine della quale decise il ritiro definitivo per dedicarsi alla carriera di arredatore d'interni, anche se in occasione del tour 2009 dei British Lions collaborò con gli Springbok come allenatore ai calci.
Invitato a giocare nei Barbarians per la prima volta nel 2001, Montgomery vanta 10 incontri in tale formazione, l'ultimo dei quali poco prima del ritiro, nel dicembre 2008 contro un XV dell'Australia.
Dopo il ritiro da qualsiasi attività sportiva, Montgomery ha avviato un'attività imprenditoriale nel campo del turismo; è inoltre impegnato nella promozione di raccolte fondi per beneficenza e ha fondato a Città del Capo un museo in cui espone le proprie memorabilia collezionate in quindici anni di carriera, dalle maglie degli avversari che ha incontrato sul campo ai programmi degli incontri cui ha preso parte, ad altri cimeli raccolti nei suoi viaggi con club e nazionale.

## Palmarès
- Coppe del mondo: 1
Sudafrica: 2007
- Currie Cup: 3
Western Province: 1997, 2000, 2001